# Damoetas
Damoetas là một chi nhện trong họ Salticidae.